# Charles-Eugène Favereau
Pour les articles homonymes, voir Favereau.
Charles-Eugène Favereau (Paris, 8 mai 1856 - Paris, 19 février 1936) est un officier de marine français.

## Biographie
Fils d'un commissaire général et neveu de Dupuy de Lôme, il entre à l'École navale en octobre 1872 et en sort aspirant de 1re classe en octobre 1875. Il sert alors sur le vaisseau-école de canonnage Alexandre puis sur la Gauloise en Méditerranée et passe en 1877 sur la Magicienne à la division navale du Pacifique.
Enseigne de vaisseau (octobre 1878), il embarque sur l'aviso Estafette aux Antilles où il doit lutter contre une importante épidémie de fièvre jaune (1880-1881).
En 1882, il prend part à la mission scientifique envoyée par l'Académie des sciences pour observer au Chili le passage de Vénus devant le Soleil. Il revient ensuite jusqu'à Buenos Aires par les Andes et ramène de nombreuses observations sur le magnétisme et de géodésie qui lui valent un témoignage officiel de satisfaction.
Lieutenant de vaisseau (novembre 1883), il participe à une campagne sur la Naïade dans l'océan Indien (1884-1885) et devient aide de camp de l'amiral Miot. Il travaille alors à des levés hydrographiques à Sainte-Marie et Vohémar sur les côtes de Madagascar ainsi qu'à des études sur le magnétisme dont il publie en 1887 les résultats. Il sort cette année-là major de l’École des défenses sous-marines puis commande en 1888 à Lorient le torpilleur 69.
Attaché à la Direction générale des torpilles et au Service des défenses sous-marines du ministère de la Marine (1890), il est chargé en 1891 d'armer le torpilleur Téméraire en escadre de Méditerranée et y montre d'admirables qualités de manœuvrier.
Aide de camp de l'amiral commandant l'escadre de réserve en Méditerranée (1893), il est attaché en 1895 à la 3e section de l’État-major général responsable des signaux et exercices. Capitaine de frégate (octobre 1896), il sert comme chef d'état-major de la division navale d'Extrême-Orient sur le Bayard puis est envoyé à l'état-major à Lorient (1899) et commande en 1900 la défense mobile en Corse avant de revenir à Paris en 1902 comme chef de la 2e section de l’État-major général.
Capitaine de vaisseau (février 1903), il commande en 1905 le cuirassé Saint-Louis en Méditerranée puis la République (1907). Promu contre-amiral en juin 1910, major-général à Toulon, il est le commandant en 1911 de la 2e division légère puis en 1912 de la 3e.
Vice-amiral (juillet 1914), il prend la suite en octobre de l'amiral Rouyer au commandement de la 2e escadre légère avec pavillon sur la Marseillaise et se fait remarquer dans la Manche pour son organisation de la lutte anti-sous-marine. En novembre 1915, il est cité à l'ordre de l'armée et est nommé à la fin de l'année préfet maritime de Cherbourg. Commandant de la 2e escadre en armée navale (avril 1916), il devient préfet maritime de Lorient en février 1917 et prend sa retraite en mai 1918.

## Distinctions et Hommage
- Grand officier de la Légion d'honneur (3 avril 1918).
  -  Commandeur de la Légion d'honneur (31 décembre 1913)
  -  Officier de la Légion d'honneur (24 décembre 1899)
  -  Chevalier de la Légion d'honneur (8 juillet 1885)
- Croix de guerre 1914–1918
- Officier d'académie
- Ordre du Bain

Une rue de Lorient a été nommée en son honneur.